# Verão 90
Verão 90 é uma telenovela brasileira produzida e exibida pela TV Globo de 29 de janeiro a 26 de julho de 2019, em 154 capítulos. Substituiu O Tempo Não Para e foi substituída por Bom Sucesso, sendo a 93.ª "novela das sete" exibida pela emissora.
Teve a autoria de Izabel de Oliveira e Paula Amaral, com colaboração de Daisy Chaves, Isabel Muniz, João Brandão e Luciane Reis, foi dirigida por Ana Paula Guimarães, Diego Morais e Bia Coelho. A direção geral foi de Jorge Fernando (também diretor artístico) e Marcelo Zambelli.
Contou com as atuações de Rafael Vitti, Isabelle Drummond, Jesuíta Barbosa, Dira Paes, Cláudia Raia, Humberto Martins, Camila Queiroz e Totia Meireles.

## Enredo
Em 1980, aos nove anos, Manuzita já apresentava seu próprio programa, porém se viu obrigada a criar um concurso para revelar uma criança para dividir a atração com ela, por causa da queda na audiência. Os irmãos João e Jerônimo foram escolhidos, formando o grupo Patotinha Mágica, que se tornou um grande sucesso nacional. No entanto, enquanto Manuzita e João ganharam atenção como o "casal patotinha", Jerônimo foi deixado de lado pela imprensa, passando a nutrir ódio pelo irmão. Durante um grande show, João desmaiou no palco e foi internado com pneumonia. Sua mãe, Janaína, foi acusada de negligência, e o caso acabou estampado nos principais jornais, gerando o cancelamento dos contratos publicitários e a extinção do grupo. Dez anos se passaram, e, em 1990, Manu tornou-se uma subcelebridade que fazia de tudo para tentar retomar a fama, aceitando qualquer trabalho de gosto duvidoso para isso. Ela contava com a ajuda da mãe, Lidiane, uma espalhafatosa ex-atriz da pornochanchada que vivia inflando o ego da filha, e de Jofre, seu ex-assistente de palco.
Também buscando fama, Jerônimo voltou ao Rio de Janeiro, mentindo que era filho de diplomatas, para conquistar a amizade de Quinzinho, Candé e Tobé, milionários que viviam estampados em colunas sociais, contando com a ajuda do golpista Galdino e da amante Vanessa. Enquanto isso, Manu e João reencontraram-se e descobriram um intenso amor a contragosto do irmão dele e também de Lidiane e Janaína, que se detestam. Apesar de a farsa vir à tona, Jerônimo conseguiu um alto cargo na PopTV, como compensação quando ajudou a livrar Quinzinho da cadeia, após ele causar acidentalmente a morte da VJ Nicole, armando para João ser preso em seu lugar. Três anos se passaram e, em 1993, João teve a chance de provar sua inocência ao ser solto, para desespero de Jerônimo, que conseguira não só manter o padrão de vida, como também ficar com Manu. Além disso, Vanessa retornou do exterior para se vingar do ex-amante, após ele largá-la no passado.
Ainda há outras histórias, como a da implacável Mercedes, casada com o fanfarrão Quinzão e que comandava não só as empresas de comunicação da família com pulso firme, mas também a vida dos dois filhos, Quinzinho e Gisela. Ela pressionava o rapaz para se casar com Larissa, embora os dois sequer pensassem nisso e mantivessem o relacionamento apenas por gosto dos pais, estando mais interessados em seus casos — ele com a dançarina Dandara e ela com o estudante Diego. Já Gisela abusava do álcool, por viver um casamento fracassado com um homem mais velho, Herculano, tornando-se insustentável quando ele se apaixonou por Janaína e decidiu disputá-la com Raimundo. Já o faz-tudo Patrick era obcecado pela musa de adolescência Lidi Pantera e, ao descobrir que ela é Lidiane, passou a fazer de tudo para conquistá-la e viver uma fogosa e humorada relação.

## Elenco
| Intérprete             | Personagem                                            |
| ---------------------- | ----------------------------------------------------- |
| Rafael Vitti           | João Guerreiro / Manuel de Trás dos Montes            |
| Isabelle Drummond      | Manuela Renata Andrade (Manu / Manuzita)              |
| Jesuíta Barbosa        | Jerônimo Guerreiro / Rojê Guerreiro                   |
| Camila Queiroz         | Vanessa Dias                                          |
| Dira Paes              | Janaína Guerreiro                                     |
| Cláudia Raia           | Lidiane Andrade (Lid Pantera)                         |
| Humberto Martins       | Herculano Mendes (Hércules O Gatão)                   |
| Totia Meireles         | Mercedes Ferreira Lima                                |
| Alexandre Borges       | Joaquim Ferreira Lima (Quinzão)                       |
| Flávio Tolezani        | Raimundo dos Reis                                     |
| Caio Paduan            | Joaquim Ferreira Lima Filho (Quinzinho)               |
| Dandara Mariana        | Dandara Brasil                                        |
| Klebber Toledo         | Patrick Brasil                                        |
| Débora Nascimento      | Gisela Ferreira Lima                                  |
| Gabriel Godoy          | Galdino do Catete / Madame Adelaide / Andreas Moratti |
| Gabriel Godoy          | Gertrudes                                             |
| Marina Moschen         | Larissa Almeida de Castro Gomes                       |
| Sérgio Malheiros       | Diego Guerreiro de Oliveira                           |
| Cláudia Ohana          | Janice Guerreiro de Oliveira                          |
| Val Perré              | Otoniel Oliveira                                      |
| Marcos Veras           | Álamo Sampaio                                         |
| Fabiana Karla          | Madalena Sampaio (Madá) / Freda Mercúrio              |
| Ícaro Silva            | Ticiano                                               |
| Giovana Cordeiro       | Moana Aguiar                                          |
| Kayky Brito            | Carlos André Almeida de Castro Gomes (Candé)          |
| Bernardo Marinho       | Alberto (Tobé)                                        |
| Luiz Henrique Nogueira | Jofre (Cachorrão)                                     |
| Jeniffer Nascimento    | Kika                                                  |
| Miguel Rômulo          | Sabrina                                               |
| Maria Carol Rebello    | Diana Mendes                                          |
| Marcelo Valle          | Murilo Fraga                                          |
| Renata Motta Lima      | Vera Regina                                           |
| Lucas Domso            | Figueirinha                                           |
| Alexandre David        | Floriano                                              |
| Marília Martins        | Dirce                                                 |
| Orlando Caldeira       | Catraca                                               |
| Renata Imbriani        | Marta                                                 |
| Marcela Siqueira       | Tânia                                                 |
| André Junqueira        | Lacerda                                               |
| Ricardo Martins        | Horácio                                               |
| Felippe Luhan          | Manjubinha                                            |
| Ivo Gandra             | Codorna                                               |
| Duda Wendling          | Isadora Ferreira Lima Mendes                          |
| Alana Cabral           | Clarissa Guerreiro de Oliveira                        |

### Participações especiais
| Intérprete           | Personagem                                   |
| -------------------- | -------------------------------------------- |
| Barbara França       | Nicole Ferraz                                |
| Zezeh Barbosa        | Cleyde Brasil (Mainha)                       |
| Tarcísio Filho       | Alexander Hall, Duque de Kiev                |
| Danni Carlos         | La Donna                                     |
| Bel Kutner           | Celestine Dubois                             |
| Emilio Dantas        | Beto Falcão                                  |
| Tony Ramos           | Figueirinha (apenas voz)                     |
| Nívea Stelmann       | Sandra Coutinho                              |
| Mário Frias          | Guilherme Coutinho                           |
| Ricardo Vianna       | Magaiver                                     |
| Fabio Beltrão        | Louro                                        |
| Bernardo Mendes      | Tutano                                       |
| Jorge Fernando       | Mendoncinha                                  |
| Mariah de Moraes     | Rafaela Stor                                 |
| Cirillo Luna         | Marco Aurélio                                |
| Beth Lamas           | Rosane                                       |
| Tarciana Saad        | Drª. Giovanna                                |
| Jorge Gonçalves      | Pedro                                        |
| Lana Guelero         | Odélia                                       |
| Alessandra Verney    | Tamara                                       |
| Cleiton Morais       | Vinícius Oliver                              |
| Élida Muniz          | Andressa                                     |
| Pedro Garcia Netto   | Lopes                                        |
| Pedro Henrique Lopes | Ari                                          |
| Ary Coslov           | Emílio Ribeiro (diretor do Patotinha Mágica) |
| Eunice Bráulio       | Zulmira                                      |
| Lionel Fischer       | Wladimir Munhoz                              |
| Yana Sardenberg      | Catiele                                      |
| Gláucio Gomes        | Roberto Talma                                |
| Francisco Fortes     | Jorge Fernando                               |
| Paulo Campini        | Silvio de Abreu                              |
| Victor Sávios        | Tim Maia                                     |
| Ruben Gabira         | Eloína (Elô)                                 |
| Ronan Horta          | Mauricio Medeiros                            |
| Mabel Cezar          | juíza                                        |
| Rodrigo Rangel       | delegado                                     |
| Antônio Carlos Feio  | Fernando                                     |
| Beto Vandesteen      | PM Carvalho                                  |
| Biju Martins         | PM Alvarez                                   |
| Giselle Prates       | Isabela                                      |
| Marcos Acher         | Pavão                                        |
| Marcos Holanda       | Calixto                                      |
| Maksin Oliveira      | Mansur                                       |
| Murilo Alves         | Emer                                         |
| Juliane Araújo       | Luana Lyra                                   |
| Lazuli Barbosa       | Adriana                                      |
| Carlos Fonte Boa     | Daniel                                       |
| Pâmela Côto          | Flavinha                                     |
| Paula Frascari       | Naiara Cândido                               |
| Lucas Malvacini      | Edinho                                       |
| Adriana Machado      | Marina                                       |
| Ruan Aguiar          | Fã da Freda Mercúrio                         |
| Drayson Menezzes     | Repórter                                     |
| Sergio Monte         | Seu Morvan                                   |
| Ana Isabela Godinho  | Agenciadora                                  |
| Rose Brant           | Filippa                                      |
| Melissa Nóbrega      | Manuzita (criança)                           |
| João Bravo           | João (criança)                               |
| Diogo Caruso         | Jerônimo (criança)                           |
| Jorge Gonçalves      | Diego (criança)                              |
| Cristian Locatelli   | Patrick (criança)                            |

### Participações em fatos reais
No decorrer da novela, foram exibidos trechos reais de programas da TV Globo como parte do contexto histórico da época, além de pronunciamentos do então presidente Fernando Collor de Mello. Foram mostrados alguns trechos, como:
| Ator/personalidade       | Momento                                              |
| ------------------------ | ---------------------------------------------------- |
| Fernando Collor de Mello | Pronunciamentos como Presidente da República em 1990 |
| Zélia Cardoso de Mello   | Pronunciamento no dia do confisco                    |
| Fátima Bernardes         | Apresentando o Jornal da Globo                       |
| Cid Moreira              | Apresentando o Jornal Nacional                       |
| William Bonner           | Apresentando o Jornal Nacional                       |
| Sérgio Chapelin          | Apresentando o Jornal Nacional                       |
| Lílian Witte Fibe        | Apresentando o Jornal Hoje                           |
| Betty Faria              | Como Tieta na novela Tieta                           |
| Joana Fomm               | Como Perpétua na novela Tieta                        |
| Regina Duarte            | Como Maria do Carmo em Rainha da Sucata              |
| Tony Ramos               | Como Edu em Rainha da Sucata                         |
| João Vitti               | Como Xampu em Despedida de Solteiro                  |
| Cláudia Abreu            | Chayene (em flashback)                               |
| Fausto Silva             | Como ele mesmo no Domingão do Faustão                |
| Zagallo                  | Como eles mesmos na Copa do Mundo FIFA de 1994       |
| Pelé                     | Como eles mesmos na Copa do Mundo FIFA de 1994       |
| Galvão Bueno             | Como eles mesmos na Copa do Mundo FIFA de 1994       |
| Taffarel                 | Como eles mesmos na Copa do Mundo FIFA de 1994       |
| Dunga                    | Como eles mesmos na Copa do Mundo FIFA de 1994       |
| Romário Faria            | Como eles mesmos na Copa do Mundo FIFA de 1994       |
| Bebeto                   | Como eles mesmos na Copa do Mundo FIFA de 1994       |
| Márcio Santos            | Como eles mesmos na Copa do Mundo FIFA de 1994       |

## Produção
Originalmente intitulada Anos Incríveis, a novela começou a ser desenvolvida por Izabel de Oliveira e Paula Amaral no segundo semestre de 2015 e teve a sinopse aprovada em março de 2016. A decisão de Izabel de formar uma coautoria com Paula em vez de Filipe Miguez – com quem havia escrito Cheias de Charme e Geração Brasil – deu-se pelas divergências artísticas entre os dois que culminaram no rompimento da parceria e nos inúmeros problemas enfrentados pela segunda trama. Em agosto de 2017 a trama mudou de nome para Verão 90 Graus e, posteriormente, encurtado para Verão 90, uma vez que Anos Incríveis pertencia à ABC como título do seriado The Wonder Years no Brasil. A previsão era de que a trama fosse dirigida por Natália Grimberg e Allan Fiterman, porém, após seu adiamento, os dois profissionais foram deslocados para colaborarem em Malhação: Vidas Brasileiras e O Sétimo Guardião, respectivamente, e a direção ficou oficialmente a cargo de Jorge Fernando e Marcelo Zambelli.
A cenografia da trama foi desenvolvida pelo cenógrafo José Claudio Ferreira, que levou seis meses para produzi-la por completo. A principal dificuldade da equipe foi reproduzir fielmente a cidade do Rio de Janeiro na década de 1990, incluindo locais famosos frequentados pelos jovens, como a Galeria Alaska e a boate Dr. Smith, além de elementos típicos como os orelhões amarelos e as placas de rua da época. As gravações externas contaram com diversos figurantes utilizando roupas da época e carros noventistas, além dos protagonistas dirigirem veículos símbolos da época. Na cidade cenográfica pontos comerciais novos foram criados, como a ZZ Lanches, o restaurante Real Astral, a Galeria Sibéria de música e a boate Dr. Spock, onde acontecem as principais cenas de Alexandre Borges. As primeiras gravações externas ocorreram em Guarda do Embaú, em Santa Catarina, onde se iniciava a trama dos irmãos João e Jerônimo.

### Morte de Jorge Fernando
Verão 90 foi a última novela dirigida por Jorge Fernando, que morreria em 27 de outubro de 2019, exatamente três meses após a exibição do último capítulo.

### Vinheta de abertura
Como tema de abertura de Verão 90 foi escolhida "Pump Up the Jam", do grupo belga Technotronic, uma das faixas mais conhecidas de eurodance. Ao todo, a vinheta de abertura apresentou 25 referências diferentes que marcaram a década de 1990. Na música, foram incorporadas as recriações do videoclipe de "Lambada (Chorando se Foi)", do grupo franco-brasileiro Kaoma, "Macarena", da dupla espanhola Los Del Río, e "Smells Like Teen Spirit", da banda estadunidense Nirvana, além da referência às boybands de sucesso, como New Kids on the Block e Backstreet Boys. Na televisão foram referenciadas as aberturas do seriado estadunidense Um Maluco no Pedaço e das novelas brasileiras Pedra sobre Pedra e Roda de Fogo, uma sósia de Pamela Anderson usando seu famoso maiô vermelho do seriado SOS Malibu e um homem girando o Pião da Casa Própria, quadro que marcou o Programa Silvio Santos.
Dentre os produtos que surgiram ou se popularizaram na década, estiveram os patins de quatro rodas, o skate, o banana boat, a mola maluca, o videogame Mega Drive, a fita VHS, a faca Ginsu, os bronzeadores Cenoura e Bronze, o telefone sem fio, o jet-ski, o fliperama, os primeiros CDs e a televisão de tubo com lã de aço na antena. Já entre os vestuários, aparecem as bijuterias de plástico, as calças de vinil e a moda de vestir-se ao estilo patricinha e mauricinho, inspirado pelo filme As Patricinhas de Beverly Hills. Além disso, também mostrou a febre dos exercícios aeróbicos, que tornaram famosas profissionais como Ala Szerman e Solange Frazão no TV Mulher. Todas as danças mostradas durante as cenas foram criadas pelo coreógrafo Júlio Molina.